# Крепак Петро Іванович
Петро Іванович Крепак (нар. 22 червня 1941 року, село Потаповичі, Житомирська область, Українська РСР) — казахстанський державний діяч. Обіймав посаду міністра праці Республіки Казахстан із 1994 по 1996 роки. Депутат Верховної Ради Казахської РСР 12-го скликання.

## Біографія
Народився 22 червня 1941 року в селі Потаповичі Овруцького району Житомирської області Української РСР.
Трудовий шлях розпочав із робочого дробильного цеху Ігнатпольського щебеневого заводу. Надалі працював підкатником лісу на Павлодарському деревообробному комбінаті, на будівництві Павлодарського тракторного заводу та Павлодарського алюмінієвого заводу. Був першим секретарем Екібастузького міськкому комсомолу, другим секретарем Павлодарського обкому комсомолу. Довгі роки працював у профспілці будівельників, очолював республіканський комітет профспілки працівників будівництва та промбудматеріалів. 1978—1986 — голова обкому профспілки будівельників Павлодарської області.
З 1986 — голова Казахського республіканського комітету профспілок будівельників
24 квітня 1990 року обраний депутатом Верховної ради Казахської РСР.
З червня 1994 по листопад 1996 був міністром праці Республіки Казахстан.
З 2004 року був керівником урядової студентської практики на базі факультету соціальних наук Університет КІМЕП, в ході якої студенти знайомилися з роботою Парламенту Республіки Казахстан та мали змогу пройти практику у стінах казахстанського парламенту.

## Нагороди
- Почесний будівельник Республіки Казахстан (каз. Қазақстан Республікасинң Құрметті құрлисшыси)
- Орден «Знак Пошани»
- Медаль «Ерен енбегi ушiн» (За трудову вiдмiну)
- Медаль «За освоєння цілинних земель»
- Медаль «10 років Конституції Республіки Казахстан»
- Медаль «25 років незалежності Республіки Казахстану»
- Медаль «За внесок у зміцнення конституційної законності».